# Temps boig
Temps boig, títol original en italià Non è stagione, és la sisena novel·la publicada per l'escriptor italià Antonio Manzini, i la tercera de la sèrie protagonitzada pel viceqüestor de policia Rocco Schiavone.
Fou publicada originalment per Sellerio Editore en 2015. En català fou publicada per primer cop el 2016 per Salamandra Català, segell de Ediciones Salamandra, i va estar traduïda per Anna Casassas i Figueras.

## Argument
Ha arribat maig a Aosta, i amb el nou mes sembla que el temps millora, cosa que agrada a Rocco. Però tot se'n anirà en orris: un sospitós accident de trànsit vindrà per importunar al policia. Una furgoneta s'ha estavellat, deixant dos víctimes mortals, i encara que un d'ells era l'amo del vehicle, viatjaven amb una matrícula robada. Aquest fet fa sospitar als policies, i tot s'agreujarà quan se'n assabentin del segrest d'una jove.
Chiara Berguet ha desaparegut. El seu pare és propietari d'una constructora relativament important i tot sembla indicar un mòbil econòmic, encara que no és segur. Rocco haurà de bregar amb aquest assumpte, pel que sembla relacionat a més a més amb l'accident de trànsit, amb la suposada aparició de la màfia a Aosta, i amb la visita d'una amiga de Roma (parella d'un dels seus íntims) que vol quedar-se a casa seva a passar uns dies. Tot això mentre aclareix les relacions amb dues dones, la Nora i l'Anna.
I a sobre comença a nevar

## Personatges
- Rocco Schiavone: viceqüestor de la policia. Gran investigador, però totalment indisciplinat, corrupte, fumador de cànnabis i, a estones, veritablement desagradable, encara que en el fons no és mala persona.
- Italo Perron i Caterina Rispoli: agent e inspectora de policia. Són els col·laboradors més propers a Rocco i els únics en qui confia.
- Carlo Figus i Viorelo Midea: morts en accident de trànsit.
- Domenico Cuntrera alias "Mimmo": amo de la pizzeria on treballava Viorelo Midea.
- Chiara Berguet: Jove segrestada.
- Max, Giovanna i Alberto: Parella de Chiara i amics. Van estar amb ella abans de la seva desaparició.
- Pietro i Giuliana Berguet: Pares de Chiara. Pietro és propietari de la constructora Edil.ber.
- Marcello Berguet: Germà i soci de Pietro. Treballa a l'institut com a professor.
- Cristiano Cerruti: Vicepresident de Edil.ber i mà dreta de Pietro Berguet.
- Carlo Cutri i Michele Diemoz: amos de la teenda Chiquiviesos.
- Enzo Baiocchi: Pres fugat.
- Anna: Amant de Rocco. Amiga de l'anterior amant de Rocco, Nora.
- Maurizio Baldi: Jutge encarregat del cas.
- Alberto Fumagalli: Patòleg i amic de Rocco.
- Sebastiano Cecchetti: Amic de la infància de Rocco i delinqüent. Ve des de Roma per proposar un negoci il·legal a Rocco.
- Luca Farinelli: Cap de la policia científica.
- Andrea Corsi: Cap superior de policia.
- Agents Daruta, D'Intino i Casella: policies a càrrec de Schiavone, força incompetents.

## Adaptacions
La novel·la fou adaptada en el quart episodi de la primera temporada de la sèrie Rocco Schiavone.